# Maria Caterina Farnese
Maria Caterina Farnese, född 1615, död 1646, hertiginna av Modena; gift med hertig Frans I av Modena. 
Hon var dotter till hertig Ranuccio I Farnese av Parma och Margareta Aldobrandini som deras sjätte barn och andra dotter.
Maria Catarina föreslogs för äktenskap till kung Karl II av England, men planerna realiserades aldrig, och Karl II gifte sig istället med Henrietta av Frankrike år 1625. 
Hon förlovades istället med Frans I av Modena. Bröllopet ägde rum 11 januari av 1631 i Parma. Paret fick nio barn tillsammans.
Maria Catarina dog i barnsäng 25 juli av 1646 på slottet i Sassuolo, strax utanför Modena, hertigarna av Modenas sommarslott. 